# Montafoner Sauerkäse

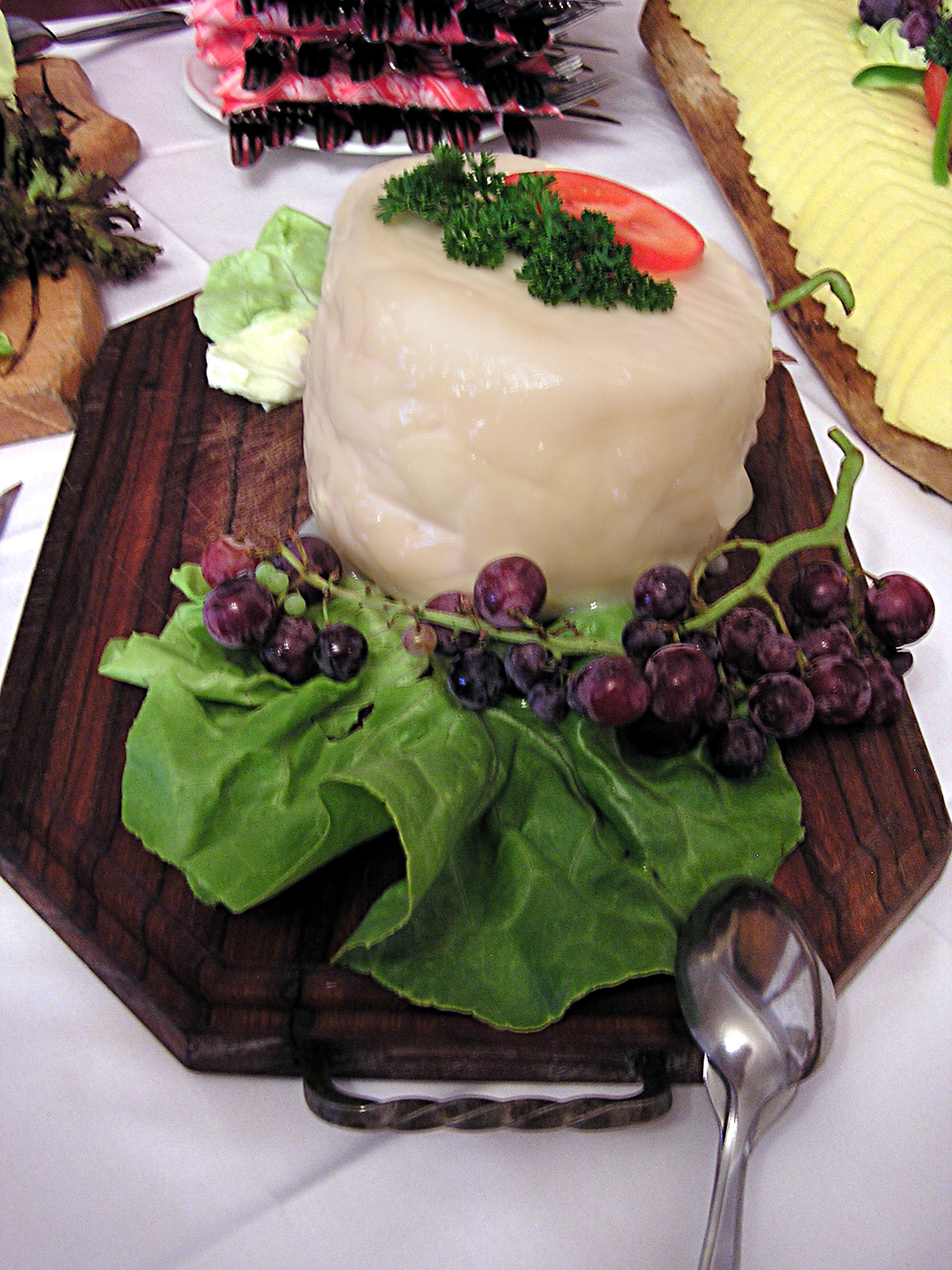
Sura Kees

Der Montafoner Sauerkäse oder Muntafuner Sura Kees (Dialekt: Sura Kees oder im Walgau und Rheintal Sura Käs steht für Saurer Käse) ist ein Sauermilchkäse aus dem Vorarlberger Montafon. Er ist dort schon seit dem 12. Jahrhundert bekannt und ähnelt dem Tiroler Graukäse. 

## Geschichte
Bereits vor Christi Geburt stellten die Kelten, die damals auch in Vorarlberg siedelten, Käse her. Dies belegen dortige Funde von Gebrauchsgegenständen zur Käseproduktion. Die Kelten waren es auch, die den Käsker nach Vorarlberg brachten. Käsker ist ein rätoromanischer Ausdruck keltischen Ursprungs und bezeichnet die Form, in der die Käsemasse im Alpbetrieb noch heute ausgepresst wird.
Die erste urkundliche Erwähnung der Käseherstellung im Montafon geht auf das Jahr 1240 zurück, als an das Domkapitel in Chur jährlich zehn Käse abzuliefern waren. Nachdem 1394 das Montafon an die Habsburger gefallen war, etablierte sich für die Bauern die Pflicht, Butterschmalz und Butter an die Verwaltung des Habsburgerreiches und den Adel abzuliefern. Beides fiel bei der Herstellung des Sura Kees in größeren Mengen an (sein Fettgehalt liegt zwischen 1 und 10 %). 
Nachdem sich gegen Ende des 17. Jahrhunderts, aus der Schweiz kommend, die deutlich anspruchsvollere Technik der Hartkäseproduktion mittels Lab auch in Vorarlberg durchzusetzen begann, verdrängte diese nach und nach die Sauerkäseherstellung und damit den Sura Kees aus Vorarlberg. 
Aus dem Jahre 1781 stammt ein Reisebericht, in dem die Sauermilchkäserei im Montafon beschrieben wird:

„Ihr ganzes Verfahren besteht darinnen: sie lassen die mit Milch gefüllten Geschirre […] 6 bis 8 Tage ungerührt stehen; dann nehmen sie den Rahm […] zum Buttermachen […]. Die abgerahmte Milch, welche gemeiniglich schon dick ist, wird in den über das Feuer gesetzten Kessel geschüttet, darunter gelinde gefeuert, bis der Käß völlig oben auf von der Schotten geschieden steht […].“

Die Bauern konnten durch die Hartkäseherstellung nur mehr geringe Buttermengen an die Habsburger abliefern, da das Fett im Käse blieb, deshalb auch der Name „Fettkäse“ für Bergkäse oder Emmentaler. Die Habsburger bestanden aber auf ihren Butterlieferungen und die zuständige Verwaltung in Innsbruck erließ noch im 19. Jahrhundert mehrmals ein Verbot der Hartkäseherstellung und die Verpflichtung zur Sauerkäseproduktion. Damit sollte den sinkenden Butter- und Butterschmalzlieferungen entgegengewirkt werden. Dennoch gingen die Mengen an Sura Kees in Vorarlberg immer weiter zurück und die Hartkäseerzeugung setzte sich durch. Einzig im Montafon erhielt sich der Sura Kees bis heute. 
Als in den 1960er-Jahren auch im Montafon das Sterben der Sennereien begann, konzentrierte sich die Käseproduktion auf wenige, meist im Tal gelegene Molkereien. Fehlendes Traditionsbewusstsein und eine wenig energische, hauptsächlich regionale Vermarktung, führten zu einem steten Rückgang der einheimischen Käsespezialitäten, so auch des Sura Kees. Erst Anfang der 1990er-Jahre kam es zu einer Rückbesinnung und Wiederbelebung historischer Werte. Die regionale Spezialität Sura Kees fand bei jüngeren Generationen vermehrt Anklang, Bauernläden entstanden und die Tourismuswirtschaft sowie die Gastronomie entdeckten den Sura Kees als Werbeträger. Eine eigene Sauerkäseprämierung wurde 2001 ins Leben gerufen und durch diesen Anreiz erhebliche Qualitätssteigerungen realisiert. Die Aufnahme in den Katalog „Genuss Region Österreich“ folgte am 15. September 2005, womit eine überregionale Präsentation des Sura Kees verbunden war. Durch diese Maßnahmen wurde nach Jahrzehnten des Rückganges, 2006 erstmals wieder eine mengenmäßige Zunahme der Sura Kees Produktion erreicht. 2016 gab es im Montafon 13 Sennalpen, auf welchen etwa 800 Kühe weideten. Diese lieferten rund 2,5 Mio. kg Milch, woraus etwa 248.000 kg Sura Kees hergestellt wurden.

## Herstellung
Hier sind zwei Arten der Erzeugung zu unterscheiden: Den Sura Kees erzeugt nach traditioneller Art („Alm“-Sauerkäse) und den Sura Kees nach neuer Methode („Tal“-Sauerkäse).
Bei Verwendung der neuen Methode verzichtet der Senner auf den Holzbottich und die Spontanreifung zugunsten von zugekauften Kulturen. Momentan arbeiten noch sechs Sennalpen im Montafon nach traditioneller Art.

### „Alm“-Sauerkäse
Ein kleiner Teil der Sura Kees-Produktion, etwa 10.000 Kilo, wird auf der Alm selbst hergestellt, der weitaus größere Rest in Molkereien im Tal. Der Ausstoß der Almproduktion ist kaum im Handel zu finden, wird vielmehr ab Hof verkauft oder an ausgewählte Gastronomiebetriebe geliefert. 
Die Herstellung erfolgt traditionell in Handarbeit, dabei steht die Rohmilch ein bis zwei Tage in Holzgefäßen, um sie leicht sauer werden zu lassen. Daraufhin schöpft der Senn den obenauf schwimmenden Rahm mit seiner Hand ab und gibt die Milch in einen Holzbottich, worin sie ein weiteres Mal ein bis zwei Tage lang gärt. Dann kommt die Milch in einen Kupferkessel und wird handwarm erwärmt, damit der Topfen nach oben steigen kann. Dieser Topfen wird abgeschöpft und in einen zylindrischen Holzbottich gestopft. Einen Tag später wird der etwa fünf bis sechs kg schwere Topfenballen aus dem Bottich genommen, vorsichtig mit Salz eingerieben und gelagert. Nun beginnt der Topfenballen außen zu schimmeln, dieser Schimmel wird regelmäßig etwa zwei bis drei Mal pro Woche mit reinem oder leicht gesalzenem Wasser abgewaschen. Während dieser etwa zwei bis sechs, in Ausnahmefällen bis zu zwölf Monate dauernden Reifung, bildet sich von außen nach innen eine speckig-sulzige Schicht, auch verliert der Käse in dieser Zeit an Gewicht. Nach Abschluss der Reifung wird der Sura Kees verpackt. 
Die Almproduktion des Sura Kees erfordert vom Senner ein hohes Maß an Können, Erfahrung und Fingerspitzengefühl, die nur durch jahrelange praktische Tätigkeit erworben werden kann. Der „rechte Zeitpunkt“, wann eine Reifung oder Gärung abgeschlossen ist und der Käse den „idealen“ Punkt für die Weiterverarbeitung erreicht hat, ist von der Qualität der Milch, der Jahreszeit, dem Wetter, der Temperatur und einer Reihe weiterer Faktoren abhängig und kann nicht schematisiert werden. Jeder Alm-Sauerkäse hat dadurch seinen eigenen, unverwechselbaren Charakter. Der Alm-Sauerkäse ist in die „Arche des Geschmacks“ bei Slow Food aufgenommen.

### „Tal“-Sauerkäse
Der Hauptanteil der Sura Kees-Produktion wird von mehreren Molkereien im Land Vorarlberg hergestellt. Zu diesen „im Tal liegenden“ Molkereien wird die Rohmilch der auf den Montafoner Almen weidenden Kühe geliefert. Um die Hygienestandards besser einhalten zu können, wird die Milch pasteurisiert und anschließend auf ein Prozent Fettgehalt entfettet. 
Die Magermilch wird auf 25 °C erwärmt, wobei Globulin und Albumin ausfällt. Danach trennt sich die Molke vom Topfen, letzterer wird abgeschöpft und, im Gegensatz zur Almproduktion nicht gestopft, sondern zu Laiben oder Stangen geformt. Die Topfenlaibe bzw. Stangen kommen nun in ein Salzbad und werden danach gelagert. Drei Mal wöchentlich wird das Produkt mit reinem Wasser abgewaschen. Die Reifung dauert etwa zwei bis sechs Monate. Der Großteil des Produktionsablaufes wird maschinell erledigt, die Lagerung erfolgt in klimatisierten Kühlräumen. Neben etwa fünf bis acht kg schweren Laiben gibt es Blöckchen und Stangen zu 100 oder 250 Gramm.

## Eigenschaften

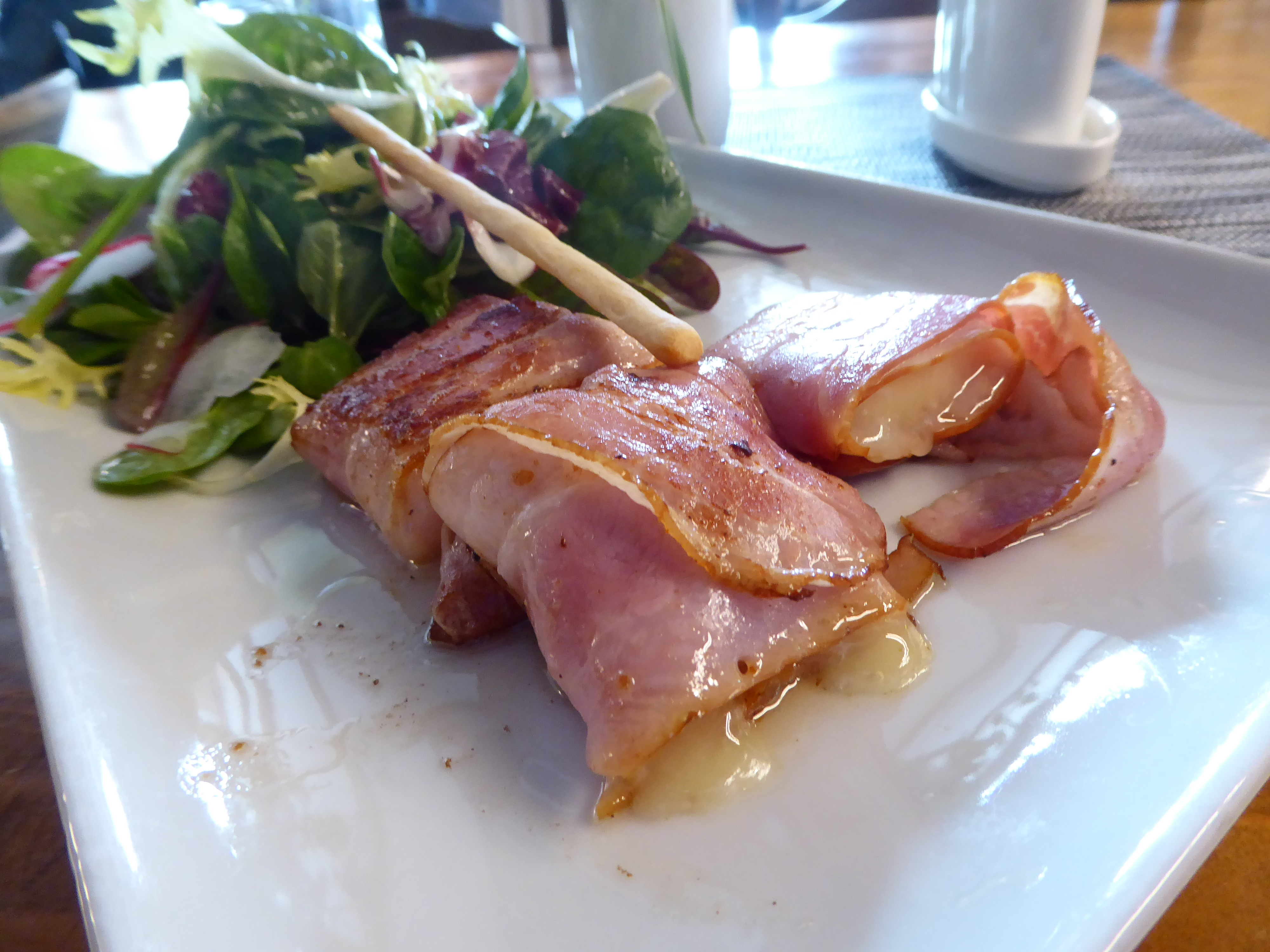
Sura Käs im Speckmantel mit jungen Blattsalaten

Der Montafoner Sura Kees ist ein Sauermilchkäse mit 1 % (Tal-Sauerkäse) bis 10 % (Alm-Sauerkäse) Fettgehalt (F. i. T.) und einem geringen Cholesteringehalt.
Das Aussehen ist milchigweiß bis leicht gelblich, außen sulzig bis speckig, manchmal innen mit weißem, topfenartigem Kern, der Käse besitzt keine Rinde. Je nach Reifestadium schmeckt der Montafoner Sura Kees frisch-würzig bis kräftig, dabei leicht säuerlich mit einem salzigen Unterton. Ein je nach Lagerdauer leichter bis stärkerer säuerlicher Geruch ist eine weitere Eigenheit. 
Der Sura Kees wird meist mit Essig, Öl und Zwiebeln serviert, pur auf Schwarzbrot oder zu Kartoffeln verzehrt. Verwendung findet er auch bei Käsespätzle. Im Montafon gilt er als Wundermittel gegen den Kater.